# 愛を乞うひと
『愛を乞うひと』（あいをこうひと）は、下田治美による日本の長編小説。1992年8月27日に情報センター出版局より刊行された。1993年4月22日に角川文庫より文庫化されている。
10歳まで孤児院で育った後実母に引き取られ、凄惨な虐待を受けて母への愛の渇望と憎しみを抱きつつ大人へと成長した少女が、ふとしたきっかけから母の過去を見つめる旅に出て、真の母の姿に向き合うことにより自分を取り戻していく様子を描く。
1998年に映画化作品が公開。2000年に『愛をこうひと』と題して曽根富美子により漫画化。2017年にテレビドラマ化。

## あらすじ
おおまかなあらすじは映画と同じだが、最後の母との再会の場面は原作にはなく、連絡を絶っていた母・豊子と再会する直前で終わる。その時、照恵は、介護する豊子の尻をたたいて、「死ぬまでにおぼえてよ、ひとの愛しかたを」と叫ぶ自分自身を想像する。プロデューサーの木村典代は、映画版の結末を原作の下田に四時間説得して受け入れさせた。

## 登場人物

### 主要人物
山岡照恵（やまおか てるえ）
本作の主人公。印刷会社の作業員として働く主婦。夫は亡くなっており娘の深草と2人暮ししている。基本的に物腰が穏やかで大人しく母親にしては少々頼りない性格。子供の頃から困った時や嫌なことがあると作り笑いをする癖があり、「ついてない」と言うのが口癖。現在では豊子のことを“あの女”と呼んでいる。額の左側に子供の頃に豊子に受けた虐待のケガの跡があり、前髪で隠している。
陳豊子（ちん とよこ）
本作のもう一人の主人公で照恵の実母。昭和30年、詳細は不明だが夜の仕事をしている。気性が荒くキレやすくかなり気まぐれな性格で、孤児院で育った照恵を引き取ったが育てる気はなく、気に入らないことがあると照恵に当たり散らして虐待をする。作中では、『バナナ・ボート』の歌が好きで時々口ずさんでいる。

## 書誌情報
- 愛を乞うひと（1992年8月27日、情報センター出版局、ISBN 978-4-7958-0086-1）
- 愛を乞うひと（1993年4月22日、角川文庫、ISBN 978-4-04-187301-4）

## 映画
1998年9月26日公開。平山秀幸監督、原田美枝子主演。

### あらすじ（映画）
母子家庭で働きながら主婦をする山岡照恵は、数十年前に病死した大好きな父・陳文雄の遺骨を探して区役所や病院を訪れるが手がかりが掴めない。一方照恵の一人娘・深草は最近帰りが遅く理由を話してくれない母を不審に思い口論となり、照恵は娘の頬を叩いてしまったことで自身の暗い少女時代の記憶が蘇る。幼い頃に両親が離別した照恵は、文雄と2人で幸せに暮らしていたが父の死後孤児院生活をしていた所、翌年母・豊子に引きられたことで生活は一変する。
照恵は、バラック小屋で豊子と二番目の男(中島の父)と照恵の異父弟・武則と4人で暮らし始めるが、照恵は直後から母に冷たい態度を取られる。3年後豊子が中島の父と別れたため、照恵と武則は母に連れられ、三番目の男(和知の父)が暮らす引揚者定着所に引っ越すが貧しい生活に変わりはなかった。後日夏祭りの夜店に行くため小遣いをねだった照恵は豊子から折檻され、幼い武則や気の弱い和知の父は虐待を止めることができず娘は母からの暴力に耐える日々を送る。
ある日照恵は勇気を出して豊子に「どうして私を叩くの？孤児院から引き取ったのは私をかわいいと思ったからじゃないの？」と疑問をぶつける。しかし豊子から「仕方なく引き取っただけ、お前がかわいいからじゃない！」と言われてしまい、母に愛されていないことを知り照恵はショックを受ける。6年の年月が流れ学校を卒業した照恵は働き出すが豊子からの虐待は続き、ある日生活に耐えきれなくなった照恵は家を出たまま二度と帰ることはなかった。
(現在)照恵が深草を叩いた翌日2人はすぐに仲直りして和知の父の墓参りに訪れ、子供時代に受けた豊子からの虐待や文雄の遺骨探しのことを打ち明ける。照恵と深草は文雄の故郷である台湾に遺骨探しの旅に出かけ、数日がかりで叔父の家などあちこち尋ね歩くが遺骨は分からずじまい。帰国した照恵は区役所で再度調べてもらうと戸籍課の職員から「もしかして文雄さんの国籍が台湾人のままでは？」と言われる。外国人登録担当の職員の調べにより文雄の遺骨が三鷹の寺に埋葬されていることが判明し、後日照恵と深草は寺に訪れてようやく父の遺骨と対面する。

### キャスト（映画）

#### 主要人物
山岡照恵（てるえ）
演 - 原田美枝子、小井沼愛（5歳時）、牛島ゆうき（10歳時）、浅川ちひろ（15歳時）
本作の主人公。印刷会社の作業員として働く主婦。夫は亡くなっており娘の深草と2人暮ししている。基本的に物腰が穏やかで大人しく母親にしては少々頼りない性格。子供の頃から困った時や嫌なことがあると作り笑いをする癖があり、「ついてない」と言うのが口癖。現在では豊子のことを“あの女”と呼んでいる。額の左側に子供の頃に豊子に受けた虐待のケガの跡があり、前髪で隠している。
陳豊子
演 - 原田美枝子（一人二役）
照恵の母。昭和30年、詳細は不明だが夜の仕事をしている。照恵を引き取ったが育てる気はない。気性が荒くキレやすくかなり気まぐれな性格で、気に入らないことがあると照恵に当たり散らして虐待をするが、直後に何事もなかったように振る舞うことがある。作中では、『バナナ・ボート』の歌が好きで時々口ずさんでいる。

#### 豊子が付き合う男たち
陳文雄（ちんふみお）
演 - 中井貴一
作中で豊子が付き合う1番目の男。照恵の父で彼女から“アッパー(父の意味)”と呼ばれていた。穏やかで優しい性格で照恵をかわいがっていた。台湾の沙鹿出身。来日中に豊子と出会い夫婦となり照恵が生まれるが、昭和29年に肺結核により病死。
中島武人
演 - モロ師岡
作中で豊子が付き合う2番目の男。武則の実父。照恵の養父。照恵からは“中島のお父さん”と呼ばれている。豊子と結婚するも離婚して息子とも離れて暮らすことになったため、息子からは顔を忘れられている。
和知三郎（わち）
演 - 國村隼
作中で豊子が付き合う3番目の男。照恵と武則の養父。狭いアパートのような引揚者定着所で暮らす。街頭でアコーディオンを弾く傷痍軍人のフリをして小銭を稼いでいる。内気な性格だが時にしたたかな一面も持つ。

#### 照恵と親しい人たち
山岡深草（みぐさ）
演 - 野波麻帆
現在に登場。照恵の娘。年は高校生ぐらい。学校では競泳部に所属し自宅でも器具を使って筋トレをしている。快活でしっかり者な性格だが思ったことを口にしやすく愚痴っぽいという欠点がある。照恵との親子関係は良好だが、やや頼りない性格の照恵を自身の方が親のように時々たしなめることがある。
和知武則
演 - うじきつよし、前田弘（4歳時）、塚田光（7歳時）、五十畑迅人（11歳時）
過去と現在に登場。昭恵の異父弟。子供の頃は、豊子から虐待される照恵を心配していたが自身が幼かったこともあり傍観するしかなかった。照恵が若い頃に家を出てから約30年顔を合わせていなかったが、冒頭で再会する。
王東谷（おん）
演 - 小日向文世
過去と現在に登場。文雄と親しい人物。台湾出身で昭和22年頃に日本で個人商店を経営。台湾の言葉と日本語が話せる。文雄が豊子と知り合ったばかりの頃に2人を2階に住まわせる。
王はつ
演 - 熊谷真実
過去と現在に登場。東谷の妻。文雄が入院していた頃家族でお見舞いに訪れている。数十年後自宅に訪ねてきた照恵に、文雄と豊子の馴れ初めを語る。

#### その他過去に登場する人たち
やすこ
演 - 大沢あかね
照恵の子供時代の友達。祭りの夜に照恵を誘いに部屋を訪れるが、彼女が豊子から折檻を受けるのを目撃してしまう。
やすこの母
演 - 畠山明子
夫と子供二人(やすこと弟)の4人家族。豊子たちと同じくらい貧しい暮らしをしているが自身の家族仲は良い。
やすこの父
演 - 温水洋一
照恵と同じ引揚者定着所(アパートのような居住区)で家族で暮らす。気弱な性格で、隣に住む照恵への虐待に気づいているが気性の荒い豊子に口出しできない。
豊子の仕事仲間
演 - 広岡由里子
昭和30年頃に豊子と同じ夜の仕事をしている。
女医らしき人
演 - 阿知波悟美
照恵が通う小学校で健康診断をして彼女の生活について助言をする。

#### その他現在に登場する人たち
酒井千鶴
演 - 西田尚美
杉並区役所の戸籍課の職員。文雄の遺骨の手がかりを探しに来た照恵に対応する。
タクシーの運転手
演 - 丹陽
台湾に訪れた照恵と深草をタクシーに乗せて案内する。台湾人だが、子供の頃に公学校に入り日本語を習ったため日本語が話せる。ただし、本人によると「ワタシ北京語ヘタ」とのこと。
古株の看護師
演 - 花原照子
病院で働く。昭和29年に文雄が入院していたが、数年後に病院が火事に遭い患者たちのカルテなどの資料も全部焼けてしまい、彼のことはよく分からないと照恵に説明する。

#### その他の人たち
竹内俊男
演 - マギー司郎
片倉修司
演 - 中村有志
高田イネ
演 - 新村礼子
村田幸子
演 - 今吉諒子
その他
演 - 佐藤正宏、花王おさむ ほか

### スタッフ（映画）
- 監督：平山秀幸
- 脚本：鄭義信
- 音楽：千住明
- 撮影：柴崎幸三
- 美術：中澤克巳
- 編集：川島章生
- 録音：宮本久幸
- 照明：上田なりゆき
- 音響効果：斎藤昌利
- 助監督：原正弘、水戸敏博、谷口正晃、河合勇人
- 製作担当：福島聡司
- 特殊メイク：レイコ・クルック・西岡、ドミニック・コラドン
- 技斗：柴原孝典
- ビジュアルエフェクトプロデューサー：中子真治
- ビジュアルエフェクト：日本エフェクトセンター
- スタジオ：日活撮影所
- 現像：東京現像所
- 製作者：藤峰貞利、高井英幸、阿部忠道
- プロデューサー：藤田義則、木村尚代、宮内眞吾
- 共同プロデューサー：瀬田一彦、赤井淳司

### 製作
企画はサンダンス・カンパニーの木村典代（詳細は『それから』を参照）。木村に薦められて原作を読んだサンダンス・カンパニー代表の古澤利夫（藤崎貞利）が、高井英幸東宝常務取締役に企画を持ち込み、製作が決まった。主演には木村が『絵の中のぼくの村』で母親役を演じた原田美枝子を推し、原田が主演を務めた。

### 受賞（映画）
- 第45回アジア太平洋映画祭 脚本賞／助演男優賞
- 第22回モントリオール世界映画祭 国際批評家連盟賞
- 第22回日本アカデミー賞[7]
  - 最優秀賞・・・作品賞／監督賞／脚本賞／主演女優賞／美術賞／撮影賞／編集賞／照明賞
  - 優秀賞・・・助演女優賞／音楽賞／音響賞
- 第41回ブルーリボン賞 主演女優賞
- 第23回報知映画賞　主演女優賞
- 第72回キネマ旬報ベスト・テン 委員選出日本映画第2位／主演女優賞／日本映画監督賞
- 第53回毎日映画コンクール 日本映画大賞／監督賞／主演女優賞／美術賞
- 第11回日刊スポーツ映画大賞・石原裕次郎賞 作品賞／監督賞
- 第20回ヨコハマ映画祭 日本映画ベストテン第5位／主演男優賞／主演女優賞[8][9]

## テレビドラマ
2017年1月11日21:00 - 22:54に、読売テレビ制作・日本テレビ系列で放送された。主演は篠原涼子。
本作品は、文部科学省の教育映像等審査において、文部科学省選定 社会教育（教養）青年・成人向き に選定された。

### キャスト（テレビドラマ）
- 山岡 照恵 / 陳 豊子 - 篠原涼子[10]
- 山岡 深草 - 広瀬アリス[12]
- 陳 照恵 - 5歳時：庄野凛、10歳時：鈴木梨央[2]、16歳時：南乃彩希
- 和知 武則 - ムロツヨシ[2]（幼少期：斎藤汰鷹、渡邉蒼）
- 山岡 裕司 - 平山浩行[2]
- 中島 武人 - 寺島進（友情出演）[2]
- 和知 三郎 - 豊原功補
- 許 育徳 - 杉本哲太[2]
- 許 はつ - 木村多江[2]
- 陳 文英 - 上川隆也[2]
- 林 - 金田明夫
- 川端 - 草村礼子
- 鈴木 - 温水洋一
- 剛田 - 若旦那
- 平賀雅臣
- 中村真知子
- 田実陽子
- 平澤宏々路

### スタッフ（テレビドラマ）
- 原作 - 下田治美『愛を乞うひと』（角川文庫）
- 脚本 - 後藤法子
- 演出 - 谷口正晃
- 音楽 - 林祐介
- 主題歌 - 中島美嘉「Alone」（Sony Music Associated Records）[13]
- 撮影 - 佐光朗
- ラインプロデューサー - 萩原達
- 特殊メイク - 江川悦子、藤原カクセイ
- 時代考証 - 時代考証学会
- 技斗 - 坂田龍平
- 中国語指導 - 呉欣芸
- ロケ協力 - わたらせフィルムコミッション、常総市フィルムコミッション、いばらきフィルムコミッション、桐生市 ほか
- 台湾ロケ協力 - チャイナエアライン、IDEA COORDINATION(創藝股份有限公司)、阿里山郷
- 技術協力 - フォーチュン、Kカンパニー
- 照明協力 - フジ・メディア・テクノロジー、江東電気
- 美術協力 - BEENS
- 音響効果 - アウルサウンドワークス
- VFX - IMAGICA
- 企画協力 - KADOKAWA
- チーフプロデューサー - 中村泰規（読売テレビ）
- プロデューサー - 田中雅博（読売テレビ）、黒沢淳（テレパック）
- 制作協力 - テレパック
- 制作著作 - 読売テレビ

### 受賞（テレビドラマ）
- 平成29年日本民間放送連盟賞 番組部門 テレビドラマ番組 優秀賞[14][15]
- 第72回文化庁芸術祭 テレビ・ドラマ部門 優秀賞[16][17]
- 第70回日本映画テレビ技術協会 テレビドラマ・照明技術部門 映像技術賞[18]
- 第12回ソウル国際ドラマアワード ノミネート[19]
- アジア・太平洋こどもの権利賞2017[17]
- MIPCOM2017 MIPCOM BUYERS' AWARD for Japanese Drama 奨励賞[20]

## その他
- 本作を読んで自分の生い立ちと重なるものがあったという大原麗子が、自らの主演で映画化を切望していた[21]。